# Triplophysa moquensis
Triplophysa moquensis är en fiskart som beskrevs av Ding, 1994. Triplophysa moquensis ingår i släktet Triplophysa och familjen grönlingsfiskar. IUCN kategoriserar arten globalt som livskraftig. Inga underarter finns listade i Catalogue of Life.